# Enzo Fernández
Enzo Jeremías Fernández (San Martín, 17. siječnja 2001.) argentinski je nogometaš koji igra na poziciji veznog igrača. Trenutačno igra za Chelsea u koji je prešao za rekordni ligaški iznos od 106,8 milijuna funti. S Argentinom je osvojio Svjetsko prvenstvo 2022. u Kataru te je proglašen najboljim mladim igračem tog natjecanja.